# Wahlkreis Bozen (Camera dei deputati)
Der Wahlkreis Bozen war von 1993 bis 2005 und ist seit 2017 wieder ein Wahlkreis (italienisch collegio elettorale) für die Wahl der italienischen Abgeordnetenkammer.

## Von 1993 bis 2005

### Wahlkreisgebiet
| Wahlkreise – Camera dei deputati – Trentino-Südtirol | Wahlkreise – Camera dei deputati – Trentino-Südtirol | Wahlkreise – Camera dei deputati – Trentino-Südtirol                                                 |
| Provinz                                              | Provinz                                              | Gemeinden nach Provinzen ⮞ Wahlkreis                                                                 |
| ---------------------------------------------------- | ---------------------------------------------------- | --- |
|                                                      | Südtirol (116 Gemeinden)                             | 2 ⮞ Wahlkreis Bozen 39 ⮞ Wahlkreis Brixen 36 ⮞ Wahlkreis Eppan 39 ⮞ Wahlkreis Meran                  |
|                                                      | Trentino (223 Gemeinden)                             | 10 ⮞ Wahlkreis Trient 32 ⮞ Wahlkreis Rovereto 105 ⮞ Wahlkreis Lavis 76 ⮞ Wahlkreis Pergine Valsugana |

Zum Wahlkreis gehörten 2 Gemeinden: Bozen und Leifers.

### Wahlergebnisse

#### Parlamentswahl 1994

##### Direktstimmen
| Kandidaten               | Kandidaten                | Parteien                                                              | Stimmen | %    |
| ------------------------ | ------------------------- | --------------------------------------------------------------------- | ------- | ---- |
|                          | Pietro Mitologewählt      | Alleanza Nazionale                                                    | 26.881  | 32,1 |
|                          | Giovanni Salghetti Drioli | Autonomia Democratica (PDS – FdV – PSI – PPI – PRI – PSDI – Sonstige) | 24.177  | 28,9 |
|                          | Elmar Pichler             | Südtiroler Volkspartei                                                | 15.892  | 19,0 |
|                          | Umberto Montefiori        | Polo delle Libertà (FI – LN)                                          | 15.116  | 18,0 |
|                          | Martin Burger             | Partito della Legge Naturale                                          | 1.718   | 2,1  |
| Gesamt                   | Gesamt                    | Gesamt                                                                | 83.784  | 100  |
|                          |                           |                                                                       |         |      |
| Ungültige Stimmen        | Ungültige Stimmen         | Ungültige Stimmen                                                     | 4.844   | 5,5  |
| Wähler                   | Wähler                    | Wähler                                                                | 88.628  | 92,3 |
| Wahlberechtigte          | Wahlberechtigte           | Wahlberechtigte                                                       | 96.023  |      |
|                          |                           |                                                                       |         |      |
| Quelle: Innenministerium |                           |                                                                       |         |      |

- Autonomia Democratica: mit Rocca dei Nani, Forum und Gruppo dei 4 (Quelle)

##### Listenstimmen
| Parteien                             | Parteien                                                              | Parteien                                                              | Stimmen | %    |
| ------------------------------------ | --------------------------------------------------------------------- | --------------------------------------------------------------------- | ------- | ---- |
|                                      | Alleanza Nazionale                                                    | Alleanza Nazionale                                                    | 24.375  | 28,7 |
|                                      | Progressisti                                                          | Partito Democratico della Sinistra                                    | 6.933   | 8,2  |
| Federazione dei Verdi                | Progressisti                                                          | 5.897                                                                 | 6,9     |      |
| Partito della Rifondazione Comunista | Progressisti                                                          | 2.094                                                                 | 2,5     |      |
| La Rete                              | Progressisti                                                          | 937                                                                   | 1,1     |      |
| Partito Socialista Italiano          | Progressisti                                                          | 744                                                                   | 0,9     |      |
| ↳ Gesamt                             | Progressisti                                                          | 16.605                                                                | 19,6    |      |
|                                      | Südtiroler Volkspartei                                                | Südtiroler Volkspartei                                                | 16.360  | 19,3 |
|                                      | Polo delle Libertà                                                    | Forza Italia                                                          | 13.683  | 16,1 |
| Lega Nord                            | Polo delle Libertà                                                    | 2.561                                                                 | 3,0     |      |
| ↳ Gesamt                             | Polo delle Libertà                                                    | 16.244                                                                | 19,1    |      |
|                                      | Autonomia Democratica (PDS – FdV – PSI – PPI – PRI – PSDI – Sonstige) | Autonomia Democratica (PDS – FdV – PSI – PPI – PRI – PSDI – Sonstige) | 6.514   | 7,7  |
|                                      | Patto per l’Italia                                                    | Partito Popolare Italiano                                             | 4.218   | 5,0  |
|                                      | Partito della Legge Naturale                                          | Partito della Legge Naturale                                          | 578     | 0,7  |
| Gesamt                               | Gesamt                                                                | Gesamt                                                                | 84.894  | 100  |
|                                      |                                                                       |                                                                       |         |      |
| Ungültige Stimmen                    | Ungültige Stimmen                                                     | Ungültige Stimmen                                                     | 3.726   | 4,2  |
| Wähler                               | Wähler                                                                | Wähler                                                                | 88.620  | 92,3 |
| Wahlberechtigte                      | Wahlberechtigte                                                       | Wahlberechtigte                                                       | 96.023  |      |
|                                      |                                                                       |                                                                       |         |      |
| Quelle: Innenministerium             |                                                                       |                                                                       |         |      |

#### Parlamentswahl 1996

##### Direktstimmen
| Kandidaten               | Kandidaten             | Parteien                     | Stimmen | %    |
| ------------------------ | ---------------------- | ---------------------------- | ------- | ---- |
|                          | Franco Frattinigewählt | Polo per le Libertà          | 36.510  | 46,8 |
|                          | Ennio Chiodi           | L’Ulivo                      | 34.914  | 44,8 |
|                          | Roland Lang            | Union für Südtirol           | 4.348   | 5,6  |
|                          | Martin Burger          | Partito della Legge Naturale | 2.183   | 2,8  |
| Gesamt                   | Gesamt                 | Gesamt                       | 77.955  | 100  |
|                          |                        |                              |         |      |
| Ungültige Stimmen        | Ungültige Stimmen      | Ungültige Stimmen            | 7.506   | 8,8  |
| Wähler                   | Wähler                 | Wähler                       | 85.461  | 89,5 |
| Wahlberechtigte          | Wahlberechtigte        | Wahlberechtigte              | 95.446  |      |
|                          |                        |                              |         |      |
| Quelle: Innenministerium |                        |                              |         |      |

##### Listenstimmen
| Parteien                           | Parteien                             | Parteien                                          | Stimmen | %    |
| ---------------------------------- | ------------------------------------ | ------------------------------------------------- | ------- | ---- |
|                                    | Polo per le Libertà                  | Alleanza Nazionale                                | 24.179  | 30,5 |
| Forza Italia                       | Polo per le Libertà                  | 11.879                                            | 15,0    |      |
| CCD – CDU                          | Polo per le Libertà                  | 1.809                                             | 2,3     |      |
| ↳ Gesamt                           | Polo per le Libertà                  | 37.867                                            | 47,8    |      |
|                                    | L’Ulivo                              | Popolari per Prodi (PPI – SVP – PRI – UD – Prodi) | 10.287  | 13,0 |
| Partito Democratico della Sinistra | L’Ulivo                              | 8.415                                             | 10,6    |      |
| Rinnovamento Italiano              | L’Ulivo                              | 5.928                                             | 7,5     |      |
| Federazione dei Verdi              | L’Ulivo                              | 4.407                                             | 5,6     |      |
| ↳ Gesamt                           | L’Ulivo                              | 29.037                                            | 36,6    |      |
|                                    | Union für Südtirol                   | Union für Südtirol                                | 3.882   | 4,9  |
|                                    | Lega Nord                            | Lega Nord                                         | 3.601   | 4,5  |
|                                    | Partito della Rifondazione Comunista | Partito della Rifondazione Comunista              | 3.588   | 4,5  |
|                                    | Partito della Legge Naturale         | Partito della Legge Naturale                      | 1.325   | 1,7  |
| Gesamt                             | Gesamt                               | Gesamt                                            | 79.300  | 100  |
|                                    |                                      |                                                   |         |      |
| Ungültige Stimmen                  | Ungültige Stimmen                    | Ungültige Stimmen                                 | 6.164   | 7,2  |
| Wähler                             | Wähler                               | Wähler                                            | 85.464  | 89,5 |
| Wahlberechtigte                    | Wahlberechtigte                      | Wahlberechtigte                                   | 95.446  |      |
|                                    |                                      |                                                   |         |      |
| Quelle: Innenministerium           |                                      |                                                   |         |      |

#### Parlamentswahl 2001

##### Direktstimmen
| Kandidaten               | Kandidaten                | Parteien                         | Stimmen | %    |
| ------------------------ | ------------------------- | -------------------------------- | ------- | ---- |
|                          | Gianclaudio Bressagewählt | Südtiroler Volkspartei – L’Ulivo | 37.577  | 49,0 |
|                          | Franco Frattini           | Casa delle Libertà               | 32.171  | 42,0 |
|                          | Cristina Zanella          | Italia dei Valori                | 4.003   | 5,2  |
|                          | Achille Chiomento         | Lista Emma Bonino                | 2.922   | 3,8  |
| Gesamt                   | Gesamt                    | Gesamt                           | 76.673  | 100  |
|                          |                           |                                  |         |      |
| Ungültige Stimmen        | Ungültige Stimmen         | Ungültige Stimmen                | 4.891   | 6,0  |
| Wähler                   | Wähler                    | Wähler                           | 81.564  | 86,1 |
| Wahlberechtigte          | Wahlberechtigte           | Wahlberechtigte                  | 94.699  |      |
|                          |                           |                                  |         |      |
| Quelle: Innenministerium |                           |                                  |         |      |

##### Listenstimmen
| Parteien                       | Parteien                             | Parteien                               | Stimmen | %    |
| ------------------------------ | ------------------------------------ | -------------------------------------- | ------- | ---- |
|                                | Casa delle Libertà                   | Alleanza Nazionale                     | 21.214  | 27,4 |
| Forza Italia                   | Casa delle Libertà                   | 10.863                                 | 14,0    |      |
| CCD – CDU                      | Casa delle Libertà                   | 668                                    | 0,9     |      |
| Lega Nord                      | Casa delle Libertà                   | 611                                    | 0,8     |      |
| ↳ Gesamt                       | Casa delle Libertà                   | 33.356                                 | 43,0    |      |
|                                | L’Ulivo                              | La Margherita (Dem – PPI – RI – Udeur) | 9.595   | 12,4 |
| Democratici di Sinistra        | L’Ulivo                              | 6.037                                  | 7,8     |      |
| Il Girasole (FdV – SDI)        | L’Ulivo                              | 4.140                                  | 5,3     |      |
| Partito dei Comunisti Italiani | L’Ulivo                              | 442                                    | 0,6     |      |
| ↳ Gesamt                       | L’Ulivo                              | 20.214                                 | 26,1    |      |
|                                | Südtiroler Volkspartei               | Südtiroler Volkspartei                 | 14.778  | 19,1 |
|                                | Italia dei Valori                    | Italia dei Valori                      | 3.397   | 4,4  |
|                                | Partito della Rifondazione Comunista | Partito della Rifondazione Comunista   | 2.959   | 3,8  |
|                                | Lista Emma Bonino                    | Lista Emma Bonino                      | 2.328   | 3,0  |
|                                | Democrazia Europea                   | Democrazia Europea                     | 416     | 0,5  |
|                                | Abolizione Scorporo                  | Abolizione Scorporo                    | 59      | 0,1  |
| Gesamt                         | Gesamt                               | Gesamt                                 | 77.507  | 100  |
|                                |                                      |                                        |         |      |
| Ungültige Stimmen              | Ungültige Stimmen                    | Ungültige Stimmen                      | 4.049   | 5,0  |
| Wähler                         | Wähler                               | Wähler                                 | 81.556  | 86,1 |
| Wahlberechtigte                | Wahlberechtigte                      | Wahlberechtigte                        | 94.699  |      |
|                                |                                      |                                        |         |      |
| Quelle: Innenministerium       |                                      |                                        |         |      |

## Von 2017 bis 2020

### Wahlkreisgebiet
| Wahlkreise – Camera dei deputati – Trentino-Südtirol | Wahlkreise – Camera dei deputati – Trentino-Südtirol | Wahlkreise – Camera dei deputati – Trentino-Südtirol                           |
| Provinz                                              | Provinz                                              | Gemeinden nach Provinzen ⮞ Wahlkreis                                           |
| ---------------------------------------------------- | ---------------------------------------------------- | ------------------------------------------------------------------------------ |
|                                                      | Südtirol (116 Gemeinden)                             | 18 ⮞ Wahlkreis Bozen 54 ⮞ Wahlkreis Brixen 44 ⮞ Wahlkreis Meran                |
|                                                      | Trentino (177 Gemeinden)                             | 69 ⮞ Wahlkreis Trient 50 ⮞ Wahlkreis Rovereto 58 ⮞ Wahlkreis Pergine Valsugana |

Zum Wahlkreis gehören 18 Gemeinden: Aldein, Altrei, Eppan, Bozen, Branzoll, Kaltern, Karneid, Kurtatsch, Kurtinig, Neumarkt, Leifers, Margreid, Montan, Auer, Salurn, Tramin, Truden und Pfatten.

### Wahlergebnisse

#### Parlamentswahl 2018
| Kandidaten               | Kandidaten                | Stimmen | %    | Listen                   | Stimmen | %    |
| ------------------------ | ------------------------- | ------- | ---- | ------------------------ | ------- | ---- |
|                          | Maria Elena Boschigewählt | 37.793  | 41,2 | SVP – PATT               | 22.731  | 24,8 |
| Partito Democratico      | Maria Elena Boschigewählt | 37.793  | 41,2 | 11.853                   | 12,9    |      |
| +Europa                  | Maria Elena Boschigewählt | 37.793  | 41,2 | 2.270                    | 2,5     |      |
| Italia Europa Insieme    | Maria Elena Boschigewählt | 37.793  | 41,2 | 684                      | 0,7     |      |
| Civica Popolare          | Maria Elena Boschigewählt | 37.793  | 41,2 | 255                      | 0,3     |      |
|                          | Michaela Biancofiore      | 22.914  | 25,0 | Lega                     | 12.952  | 14,1 |
| Forza Italia             | Michaela Biancofiore      | 22.914  | 25,0 | 6.882                    | 7,5     |      |
| Fratelli d’Italia        | Michaela Biancofiore      | 22.914  | 25,0 | 2.770                    | 3,0     |      |
| Noi con l’Italia – UDC   | Michaela Biancofiore      | 22.914  | 25,0 | 310                      | 0,3     |      |
|                          | Filomena Nuzzo            | 18.837  | 20,6 | Movimento 5 Stelle       | 18.837  | 20,6 |
|                          | Norbert Lantschner        | 5.764   | 6,3  | Liberi e Uguali          | 5.764   | 6,3  |
|                          | Andrea Bonazza            | 3.940   | 4,3  | CasaPound Italia         | 3.940   | 4,3  |
|                          | Michele Giancola          | 1.071   | 1,2  | Potere al Popolo!        | 1.071   | 1,2  |
|                          | Romana Cordova            | 839     | 0,9  | Il Popolo della Famiglia | 839     | 0,9  |
|                          | Hansjörg Kofler           | 503     | 0,5  | Partito Valore Umano     | 503     | 0,5  |
| Gesamt                   | Gesamt                    | 91.661  | 100  |                          | 91.661  | 100  |
|                          |                           |         |      |                          |         |      |
| Ungültige Stimmen        | Ungültige Stimmen         | 5.785   | 5,9  |                          |         |      |
| Wähler                   | Wähler                    | 97.446  | 74,4 |                          |         |      |
| Wahlberechtigte          | Wahlberechtigte           | 130.916 |      |                          |         |      |
|                          |                           |         |      |                          |         |      |
| Quelle: Innenministerium |                           |         |      |                          |         |      |

## Seit 2020

### Wahlkreisgebiet
| Wahlkreise – Camera dei deputati – Trentino-Südtirol | Wahlkreise – Camera dei deputati – Trentino-Südtirol | Wahlkreise – Camera dei deputati – Trentino-Südtirol |
| Provinz                                              | Provinz                                              | Gemeinden nach Provinzen ⮞ Wahlkreis                 |
| ---------------------------------------------------- | ---------------------------------------------------- | ---------------------------------------------------- |
|                                                      | Südtirol (116 Gemeinden)                             | 41 ⮞ Wahlkreis Bozen 75 ⮞ Wahlkreis Brixen           |
|                                                      | Trentino (166 Gemeinden)                             | 81 ⮞ Wahlkreis Trient 85 ⮞ Wahlkreis Rovereto        |

Zum Wahlkreis gehören 41 Gemeinden: Aldein, Andrian, Altrei, Eppan, Hafling, Bozen, Branzoll, Kaltern, Tscherms, Karneid, Kurtatsch, Kurtinig, Neumarkt, Gargazon, Algund, Leifers, Lana, Laurein, Margreid, Marling, Mölten, Meran, Montan, Nals, Welschnofen, Deutschnofen, Auer, Burgstall, Proveis, Salurn, Jenesien, St. Pankraz, Schenna, Unsere Liebe Frau im Walde-St. Felix, Terlan, Tramin, Tisens, Truden, Ulten, Pfatten und Vöran.

### Wahlergebnisse

#### Parlamentswahl 2022
| Kandidaten                          | Kandidaten               | Stimmen | %    | Listen                                                  | Stimmen | %    |
| ----------------------------------- | ------------------------ | ------- | ---- | ------------------------------------------------------- | ------- | ---- |
|                                     | Manfred Schulliangewählt | 40.995  | 32,9 | Südtiroler Volkspartei                                  | 40.995  | 32,9 |
|                                     | Sabrina Adami            | 31.232  | 25,1 | Fratelli d’Italia                                       | 19.322  | 15,5 |
| Lega per Salvini Premier            | Sabrina Adami            | 31.232  | 25,1 | 8.325                                                   | 6,7     |      |
| Forza Italia                        | Sabrina Adami            | 31.232  | 25,1 | 3.058                                                   | 2,5     |      |
| Noi Moderati                        | Sabrina Adami            | 31.232  | 25,1 | 527                                                     | 0,4     |      |
|                                     | Elide Mussner            | 27.933  | 22,4 | Partito Democratico – Italia Democratica e Progressista | 16.014  | 12,9 |
| Alleanza Verdi e Sinistra           | Elide Mussner            | 27.933  | 22,4 | 8.704                                                   | 7,0     |      |
| +Europa                             | Elide Mussner            | 27.933  | 22,4 | 2.843                                                   | 2,3     |      |
| Impegno Civico – Centro Democratico | Elide Mussner            | 27.933  | 22,4 | 372                                                     | 0,3     |      |
|                                     | Renate Holzeisen         | 8.228   | 6,6  | Vita                                                    | 8.228   | 6,6  |
|                                     | Angelo Rizzo             | 6.434   | 5,2  | Movimento 5 Stelle                                      | 6.434   | 5,2  |
|                                     | Mauro Randi              | 5.791   | 4,7  | Azione – Italia Viva                                    | 5.791   | 4,7  |
|                                     | Hannes Schick            | 1.850   | 1,5  | Italexit per l’Italia                                   | 1.850   | 1,5  |
|                                     | Francesco Alberti        | 1.021   | 0,8  | Unione Popolare                                         | 1.021   | 0,8  |
|                                     | Maria Rosa Avellino      | 987     | 0,8  | Italia Sovrana e Popolare                               | 987     | 0,8  |
| Gesamt                              | Gesamt                   | 124.471 | 100  |                                                         | 124.471 | 100  |
|                                     |                          |         |      |                                                         |         |      |
| Ungültige Stimmen                   | Ungültige Stimmen        | 6.835   | 5,2  |                                                         |         |      |
| Wähler                              | Wähler                   | 131.306 | 64,7 |                                                         |         |      |
| Wahlberechtigte                     | Wahlberechtigte          | 202.884 |      |                                                         |         |      |
|                                     |                          |         |      |                                                         |         |      |
| Quelle: Innenministerium            |                          |         |      |                                                         |         |      |